# Ramjibanpur
Ramjibanpur é uma cidade e um município no distrito de Medinipur, no estado indiano de Bengala Ocidental.

## Geografia
Ramjibanpur está localizada a 22° 50′ N, 87° 37′ L. Tem uma altitude média de 11 metros (36 pés).

## Demografia
Segundo o censo de 2001, Ramjibanpur tinha uma população de 17 363 habitantes. Os indivíduos do sexo masculino constituem 51% da população e os do sexo feminino 49%. Ramjibanpur tem uma taxa de literacia de 72%, superior à média nacional de 59,5%: a literacia no sexo masculino é de 78% e no sexo feminino é de 66%. Em Ramjibanpur, 14% da população está abaixo dos 6 anos de idade.